# Soubise Point
Soubise Point ist eine Landzunge an der Ostküste von Grenada. Verwaltungsmäßig gehört das Gebiet zum Parish Saint Andrew.

## Geographie
Die Landzunge bei Battle Hill (Marquis) trennt die Saint Andrews Bay von der Grenville Bay (Ance de L’Esterre). Vor der Küste liegt in der Verlängerung der Landzunge Marquis Island.